# Jakob von Hirsch
Jakob Hirsch, ab 1818 von Hirsch (* 22. September 1765 in Gaukönigshofen bei Ochsenfurt; † 24. Dezember 1840 in Planegg), war ein deutscher jüdischer Bankier und Kaufmann.

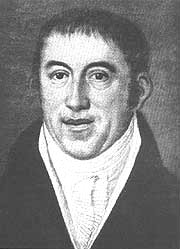
Jakob von Hirsch

## Bankier
Jakob Hirsch, der älteste Sohn von Moses Hirsch, stammte aus dem Würzburger Landjudentum und war neben Aron Elias Seligmann wohl der bedeutendste bayerische Hoffaktor. Jakob Hirsch eröffnete im Jahr 1800 in Ansbach seine erste Bank. Von 1806 bis 1815 war er Hofbankier von Ferdinand III., dem Großherzog von Würzburg.
Jakob Hirsch, der erste Jude, dessen Familie sich seit dem 16. Jahrhundert in Würzburg ansiedeln durfte, kaufte nach der Säkularisation den Ebracher Hof (benannt nach Kloster Ebrach, das ihn 1219 erworben hatte) und gründete dort eine bis in die 1860er Jahre bestehende Privatbank.
Am 13. August 1818 wurde Jakob von Hirsch von König Maximilian I. von Bayern mit dem Prädikat „auf Gereuth“ als erster bayerischer Jude in den erblichen Adelsstand erhoben.
Jakob von Hirsch war direkt von den Hep-Hep-Krawallen betroffen. Beim Versuch, sein Haus zu stürmen, erschoss ein Stadtpolizist den judenfeindlichen Würzburger Kaufmann Josef Konrad.
1821 holte ihn der König als Hoffaktor an den Münchner Hof. Am 1. Februar 1824 wurde Hirsch zum Hofbankier ernannt.

## Schlossherr
Jakob von Hirsch war Begründer des Geschlechts derer von Hirsch. 1815 erwarb er mit der Gutsherrschaft Gereuth das ehemals fürstbischöfliche Schloss Gereuth in Unterfranken und 1824 die Hofmark Planegg wenige Kilometer südwestlich von München. Zwischenzeitlich war er auch Besitzer der jetzigen Burgruine Runding. Zusammen mit seiner Ehefrau Johanna Öttinger hatte er elf Söhne und sieben Töchter.
Jakobs Nachfolger in der Linie von Hirsch auf Gereuth wurde sein erstgeborener Sohn Julius Jakob Joel von Hirsch (1789–1876), der persönlich streng religiös lebende Rübenzuckerfabrikant (ab 1836 auf seinem Gut in Rottendorf), Brauereibesitzer, Holzgroßhändler (von 1830 bis 1848) sowie ebenfalls Bankier und wohl bedeutendste Würzburger Unternehmer und Bankier in der Mitte des 19. Jahrhunderts wurde. Die Besitzungen in Planegg und Krailling hinterließ er seinem zweiten Sohn Josef (1805–1885).

## Brauereibesitzer
Zu den Besitzungen in Planegg, die von Hirsch übernommen hatte, gehörte eine Brauerei aus dem 16. Jahrhundert. Um mit verbesserten Methoden zu produzieren, ließ er die Braustätte neu erbauen; hier wurde unter anderem das St.-Hubertus-Bier gebraut.

## Familie
Jakob von Hirsch war der Sohn des Händlers und Gütermaklers Moses Hirsch (ca. 1740–1811). Verheiratet war Jakob von Hirsch mit Johanna Oettinger (ca. 1765–1833). Zusammen hatten sie u. a. folgende Kinder:
- Joel Jakob Julius von Hirsch auf Gereuth (1789–1876), Unternehmer und Bankier in Würzburg;
- Sarah von Hirsch auf Gereuth (ca. 1804–1845), verheiratet mit Joseph Wolf von Kaulla (1805–1876), Bankier in Stuttgart und München, Besitzer des Ritterguts Illereichen;
- Joseph Jacob Freiherr von Hirsch auf Gereuth (1805–1885), Hofbankier des bayerischen Königs, Mitgründer der Kunstdüngerfabrik Süd-Chemie.